# Неполомице
Неполомице (пол. Niepołomice) — город в Польше, входит в Малопольское воеводство, Величский повят. Имеет статус городско-сельской гмины. Занимает площадь 27,1 км². Население — 8071 (гмина — 21 634) человек (на 2005 год).

## Культура

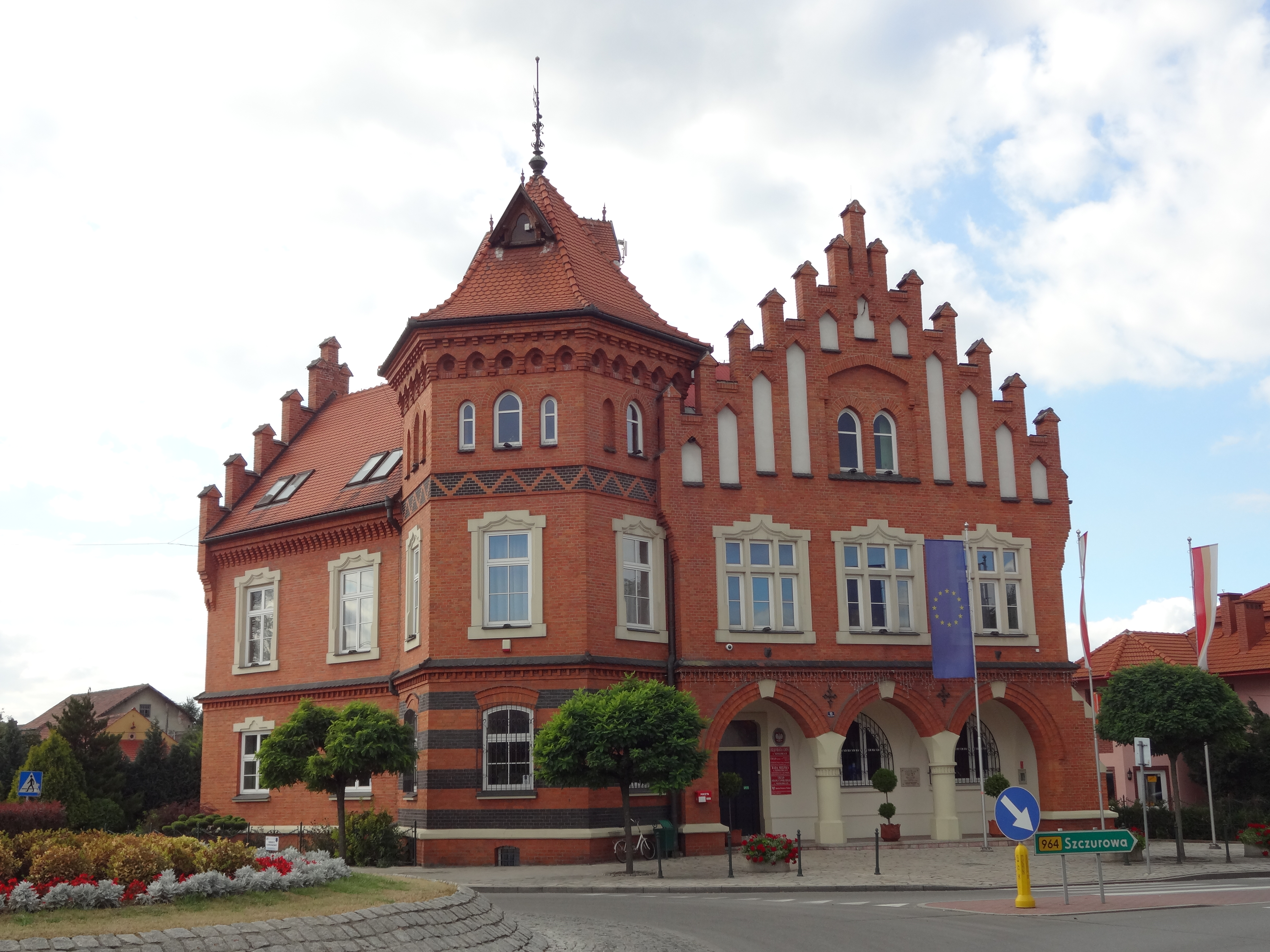
Ратуша

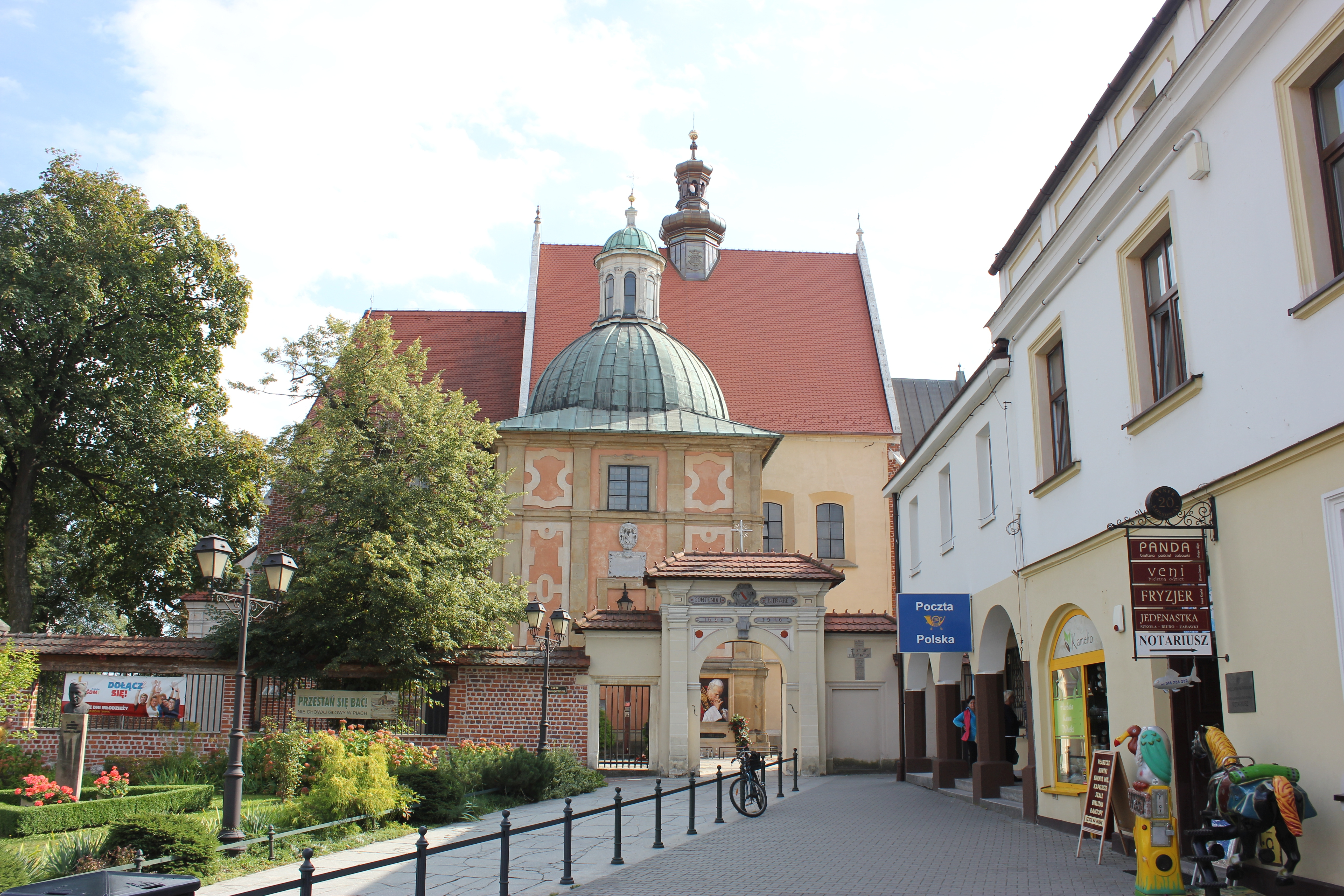
Костёл

### Спорт
В городе базируется футбольный клуб «Пуща», выступающий ныне в высшей лиге Польши — Экстраклассе.

## Известные уроженцы
- Матакевич, Максимилиан (1875—1940) — польский учёный, инженер-гидротехник, ректор Львовской Высшей политехнической школы.